# プロダクションSHIROBACO
プロダクションSHIROBACO（プロダクションしろばこ）は、日本の声優・タレント事務所。

## 概要
2019年1月20日、アニメーション制作会社サテライトがプロデュースし、阿佐ヶ谷アニメストリートにて営業していたアニメコラボカフェ「SHIROBACO」が閉店。その後2019年4月1日に芸能事務所として設立を発表。

## 沿革
2024年7月17日、サテライト・ダックスプロダクション・銀佐映画との共同出資にて株式会社Studio Sound Beeを設立。

## 所属者
2025年5月時点

### 女性
- 澤田あみ
- 蘭笛
- 川端しおり
- 日葵わこ

### 男性
- 野関貴広
- 向坂淳
- 西海龍人